# Praszka
Praszka (germană Praschkau) este un oraș în Polonia.